# Prefectura de Aomori
La prefectura de Aomori (青森県 Aomori-ken?) está situada en la región de Tōhoku, en Japón. Su capital es la ciudad de Aomori. En junio de 2019 tenía una población estimada de 1.249.314 habitantes y una densidad de población de 130 personas por km². Su área total es de 9.645,64 km².

## Historia
Solamente hasta la revolución Meiji, el área de Aomori se conocía en ese entonces como la parte norte de la Provincia Mutsu.
Durante el Periodo Edo, el clan Harosaki inició la construcción de un puerto en lo que se conoce como hoy en día como la ciudad de Aomori. En ese momento había grandes bosques verdes que rodeaban la ciudad de Aomori y que usaron para la construcción de barcos. Estos amplios bosques llamados Ao-Mori (literalmente: bosque azul) fueron los que le dieron el nombre a esta prefectura. La prefectura se creó oficialmente en el año 1871. La ciudad de Aomori fue establecida en el año 1889. Luego se incorporó oficialmente como ciudad en el año 1898 con una población de 28.000 personas. El 3 de mayo de 1910, un incendio se propagó por el distrito Yasukata. No solo fue el incendio, pero fueron los fuertes vientos en ese entonces que devastaron con toda la ciudad. Se estima que este incendio cobró 26 vidas y dejó alrededor de 160 residentes heridos. Destruyó 5.246 casas, 19 cobertizos de depósitos y 157 almacenes. A las 10:30 p. m. en el 28 de julio de 1945, el escuadrón de bombarderos estadounidenses B29 bombardearon cerca del 90% de la ciudad.
La radio Aomori (RAB) hizo su primera transmisión en el año 1951. Cuatro años después, las primeras subastas de pescados fueron hechas. Para el año 1958, se completó la construcción del Mercado de Pescadería como también la construcción del Hospital Municipal. En ese mismo año, la línea Tsugaru estableció una conexión ferroviaria con la villa Minmaya en la punta de la península.
Varias villas y pueblos fueron incorporados en la creciente ciudad y con la absorción de la villa Nonai en el año 1962. En ese entonces, Aomori se convirtió en la ciudad más grande de la prefectura.
En marzo del 1985, después de la inversión laboral y financiera de 700 billones de yenes, el Túnel Seikan finalmente conectó las islas de Honshū y Hokkaidō, y además convirtiéndose en el túnel más largo de su tipo en el mundo. Casi exactamente tres años después, el servicio ferroviario fue inaugurado en la línea Tsugaru Kaikyo el 13 de marzo.
Ese mismo día se cerró el servicio de ferry Seikan. Durante los 80 años de servicio, los ferry de la línea Seikan viajaban entre las ciudades de Aomori y Hakodate alrededor de unas 720.000 veces, cargando 160 millones de pasajeros.
En abril de 1993, la universidad de Aomori abrió. En agosto de 1994, la ciudad de Aomori hizo un "Pacto de Intercambio de Educación, Cultura y Amistad" con Kecskemét en Hungría. Un año más tarde, un tratado similar se firmó con Pyongtaek en Corea del Sur, y las actividades de intercambio cultural comenzaron con el intercambio de grabados en madera y pinturas.
En abril de 1995, el Aeropuerto Aomori comenzó a ofrecer servicio aéreo internacional regular a Seúl, Corea del Sur, y Jabárovsk, Rusia.
En junio de 2007, cuatro desertores norcoreanos llegaron a la prefectura de Aomori, después de haber estado en el mar durante seis días, marcando el segundo caso conocido jamás donde desertores han llegado con éxito a Japón en barco.
En marzo de 2011, un terremoto de 9,0 grados sacudió Japón en la costa este. La costa noreste de la prefectura de Aomori fue afectada por el tsunami resultante. Edificios a lo largo puertos fueron dañados, junto con los barcos tirados por las calles. Personal militar y civil de la ciudad Misawa ofrecieron su tiempo y servicios a muchas zonas devastadas por el tsunami.

## Geografía
La Prefectura de Aomori es la prefectura más al norte de Honshu y se enfrenta a Hokkaidō a través del Estrecho de Tsugaru. Limita con Akita e Iwate en el sur. Ōma, en el extremo noroeste de la península de Shimokita, es el punto más septentrional de Honshu. Las penínsulas de Shimokita y Tsugaru encierran la bahía de Mutsu. Entre esas penínsulas se encuentra la península de Natsudomari, el extremo norte de las montañas Ōu. Las tres penínsulas son prominentes en el símbolo de la prefectura, un mapa estilizado.

### Ciudades
- Aomori (capital)
- Goshogawara
- Hachinohe
- Hirakawa
- Hirosaki
- Kuroishi
- Misawa
- Mutsu
- Towada
- Tsugaru

### Pueblos y villas
Estos son los pueblos y villas de cada distrito:
- Higashitsugaru
  - Hiranai
  - Imabetsu
  - Sotogahama
  - Yomogita
- Kamikita
  - Noheji
  - Oirase
  - Rokkasho
  - Rokunohe
  - Shichinohe
  - Tōhoku
  - Yokohama
- Kitatsugaru
  - Itayanagi
  - Nakadomari
  - Tsuruta
- Minamitsugaru
  - Fujisaki
  - Inakadate
  - Ōwani
- Nakatsugaru
  - Nishimeya
- Nishitsugaru
  - Ajigasawa
  - Fukaura
- Sannohe
  - Gonohe
  - Hashikami
  - Nanbu
  - Sannohe
  - Shingō
  - Takko
- Shimokita
  - Higashidōri
  - Kazamaura
  - Ōma
  - Sai